# Martin Wilde
Martin Wilde (Linköping, 28 giugno 1977) è un ex hockeista su ghiaccio svedese, di ruolo difensore.

## Carriera
Dopo due stagioni disputate nella squadra della propria città, il Linköping, Wilde si trasferì negli Stati Uniti iscrivendosi all'Università del Vermont, giocando nella squadra di hockey per quattro stagioni fino al 2001.
Terminati gli studi giocò una stagione in American Hockey League per i Providence Bruins, per poi tornare in patria nella Elitserien con il Modo Hockey. Dopo un solo anno Wilde ritornò ancora in America dividendosi fra Providence e i Trenton Titans in ECHL. Nelle due stagioni successive giocò invece per gli Hershey Bears, conquistando nel 2006 la Calder Cup.
Nel novembre della stagione 2006-2007 Wilde si trasferì nella Serie A italiana indossando la maglia del Cortina, formazione con cui conquistò lo scudetto. Dopo un anno di pressoché inattività dovuto a motivi personali il giocatore fece ritorno a Cortina d'Ampezzo giocando la stagione 2008-09. Concluse la propria carriera nel 2010 dopo aver disputato il campionato con l'Hockey Club Bolzano.

## Palmarès

### Club
- Calder Cup: 1

Hersey: 2005-2006
- Campionato italiano: 1

Cortina: 2006-2007